# ريتشارد جاليانو
ريتشارد جاليانو (بالفرنسية: Richard Galliano)‏ هو عازف جاز وملحن فرنسي، ولد في 12 ديسمبر 1950 في كان في فرنسا.

## وصلات خارجية
- الموقع الرسمي
- ريتشارد جاليانو على موقع IMDb (الإنجليزية)
- ريتشارد جاليانو على موقع ميوزك برينز (الإنجليزية)
- ريتشارد جاليانو على موقع أول ميوزيك (الإنجليزية)
- ريتشارد جاليانو على موقع ديسكوغز (الإنجليزية)